# 17236 Westover
17236 Westover è un asteroide della fascia principale. Scoperto nel 2000, presenta un'orbita caratterizzata da un semiasse maggiore pari a 2,298843 UA e da un'eccentricità di 0,168207, inclinata di 5,545429° rispetto all'eclittica. Ha un diametro di 4,047 km.